# Хойты
Хойты ᠋᠋(монг. хойд?, ᠬᠣᠢᠳ?) — этногруппа ойратов, самоназвание — хойд (от монгольского — «задний», «северный»), что по предположению Жуковской  является отражением военно-административной номенклатуры XIII века. По данным на конец 1990-х годов их численность в Китае составляла 15 тыс. человек, в Монголии — 5 тыс. человек.

## Происхождение
Группа западных монголов, в XIII веке, составлявшая ойратов. Позже в состав ойратов вошли чоросы, торгуты, хошуты. Хойты Монголии XX века близки к дербетам Монголии и история их тесно переплетена. После падения Джунгарского ханства часть хойтов вместе с дербетами откочевала на Волгу (примерно в XVII — XVIII веках), где вошла в состав калмыцкого народа. Остальные группы хойтов в 1765 году были поселены рядом с дербетами во Внешней Монголии, на территории современных аймагов Ховд и Увс, где хойты практически слились с ними и, по мнению Жуковской, активно консолидировались с халха.

## Генеалогия хойтских нойонов
Родословная хойтских нойонов возводится к Йабуган Мэргэну (Yabaɣan или Yabuɣan Mergen) или Пешему стрелку. Различные версии легенд о нем, как в устной, так и в письменной традициях, говорят, что он жил на три поколения раньше Чингисхана, женой его была небесная дева и о том, что приглашенный китайцами для подавления внутренних беспорядков, впоследствии был отравлен ими.
Согласно сведениям, записанным Палласом в калмыцких степях, имя баатуд (богатыри) было дано части хойтов, китайцами из-за их храбрости и отваги.